# Юс малый
Ѧ, ѧ (малый юс) — буква исторической кириллицы и глаголицы, ныне употребляемая только в церковнославянском языке. В старославянском глаголическом алфавите имеет вид  и считается 35-й по порядку, в кириллице выглядит как  и занимает 36-ю позицию. Числового значения в глаголице и ранней кириллице не имеет, однако в поздней кириллице использовалась как знак числа 900 (так как по форме напоминает греческую букву сампи с тем же числовым значением).
В церковнославянской азбуке обычно объединяется с буквой А йотированное и занимает 34-е место; иногда[когда?] не объединяется, тогда ставится в алфавите после неё. Происхождение глаголической буквы спорно (её возводят то к глаголическому же Н, то к лигатурам из греческих букв, наподобие εν или ον); кириллическую обычно объясняют как повёрнутую по часовой стрелке на четверть круга глаголическую.

## Фонетическое значение и варианты начертания
Первоначальное фонетическое значение буквы — носовой гласный [ɛ̃], реже (в древнейших памятниках) — йотированный [jɛ̃] (в этом случае для нейотированного звука в глаголице используется начертание с дополнительной вертикальной линией от самой левой точки буквы вниз, именуемой условно «носовой с хвостиком» (в англоязычной литературе почему-то называется «носовой ер»), а в кириллице — знак в виде А с дополнительной горизонтальной чертой, соединяющей ножки внизу; иногда встречается начертание в виде буквы А с v-образной перекладиной). В единичных случаях в древнейших глаголических текстах встречается использование малого юса то ли как знака носового произношения предыдущей гласной, то ли в роли буквы Н: аѧ҃ћлъ (ангел).
В древнерусском языке звуковое содержание малого юса изменилось, превратившись в [ʲa] после согласных и [ja] после гласных и в начале слова, то есть совпало со значением буквы «йотированное А». В русском языке на его месте обычно употребляется Я (пѧть — «пять»); носовое же произношение и особые буквы с диакритическим знаком огонэк сохраняются только в польском (pięć).

## Поздняя орфография

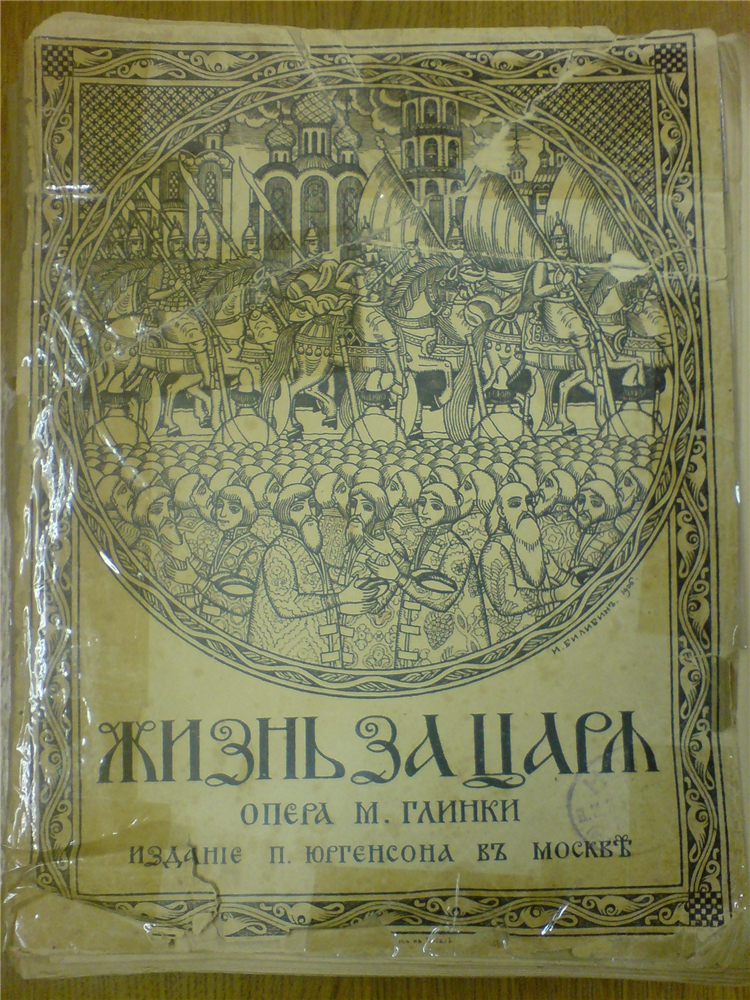
Буква Ѧ в клавире оперы «Жизнь за царя» дореволюционного издания

Из-за того, что произношение юса и йотированного аза (Ꙗ) совпало, использование двух букв стало разграничиваться искусственными формальными правилами. Например, такими:
- система 1: юс пишется после согласных, а в остальных случаях — йотированный аз;
- система 2: йотированный аз используется в качестве прописной буквы, а юс — в качестве строчной.

В новомосковском изводе церковнославянского языка (то есть с XVII века) малый юс и йотированный аз (Ꙗ) по произношению не различаются: оба знака эквивалентны русской Я. В некоторых учебных азбуках Ѧ и Ꙗ даже печатали рядом, как если бы это были варианты одной и той же буквы. Правила церковнославянской орфографии требуют использования буквы Ꙗ в начале слов; буквы Ѧ же — в середине и в конце, за следующими двумя исключениями:
- личное местоимение ѧ҆̀ («их», 3-е лицо вин. пад. множ. и двойств. числа) пишется через Ѧ (но образованное от него относительное местоимение ꙗ҆́же («которая, которые, которых») — через Ꙗ;
- слово ѧ҆зы́къ и производные от него пишутся различно в зависимости от смысла: через Ѧ пишутся слова, означающие орган речи и средство общения, народ же («наше́ствїе га́ллѡвъ и҆ съ ни́ми двꙋна́десѧти ꙗ҆зы̑къ») — через Ꙗ.

Церковнославянской орфографией иногда пользовались и при печати текстов на других языках — например, русском и сербском; в этом случае местоимение 1-го лица ꙗ҆̀ (в собственно церковнославянском языке не существующее, ему соответствует а҆́зъ) по общему правилу передавалось начертанием Ꙗ.
В отличие от русского языка, буква Ѧ иногда пишется в церковнославянском после шипящих (хотя читается в этом случае так же, как буква А). Основные случаи её использования в такой позиции таковы:
- в окончаниях местоимений, причастий, прилагательных и существительных указывает на формы множественного числа: дщѝ на́ша («наша дочь») — дщєрѝ на́шѧ («наши дочери»);
- в суффиксе кратких действительных причастий настоящего времени (им. падеж ед. числа мужского и среднего рода) иногда может использоваться для снятия омонимии с формами аориста: слы́шѧ («слыша») — слы́ша («ты/он слышал», аорист от слы́шати; «они слыли», аорист от слы́ти), но часто пишется и без необходимости, например, в полной форме слы́шѧй («слышащий»), ни с чем не омонимичной.

## Новое время. Гражданский шрифт

Начертание рукописного малого юса

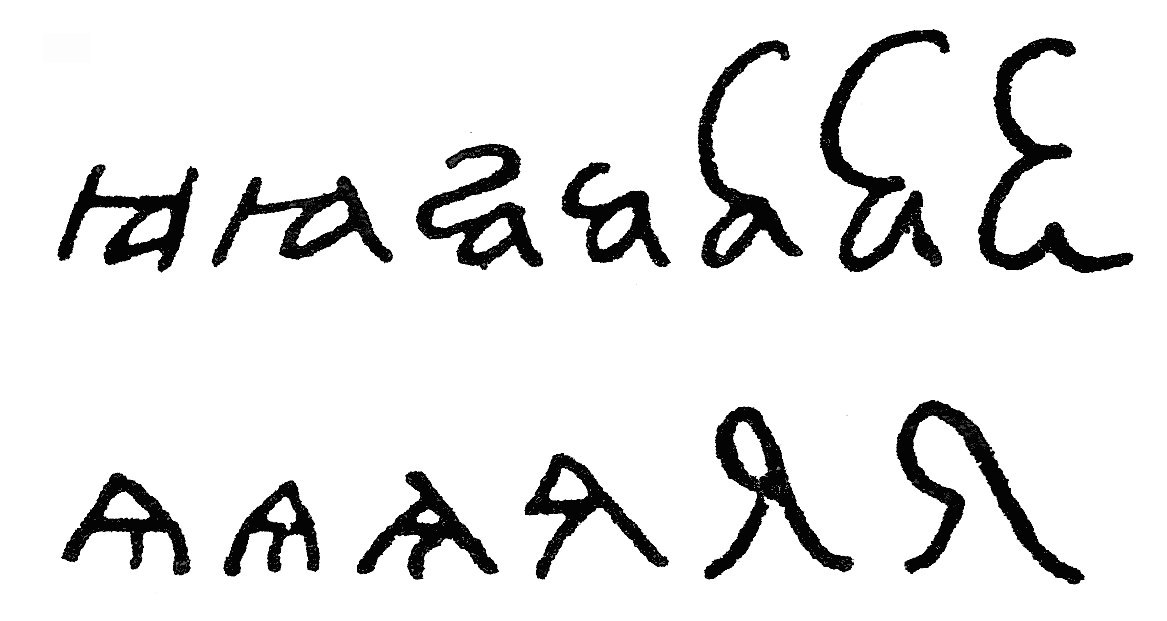
Вверху: варианты написания йотированного а, первые два встречаются в полууставе, остальные — в скорописи
Внизу: варианты написания малого юса, первые три встречаются в полууставе, остальные — в скорописи

В гражданском шрифте Петра I малый юс присутствовал только в первом экспериментальном варианте (1707 или 1708 года), но почти сразу (в 1708 году) был заменён формой нынешней буквы Я, происходящей от скорописной формы малого юса XVII в.

## Модернизирующая стилизация
В наше время, при издании древних текстов гражданским шрифтом, иногда предпочитают не использовать соответствующее малому юсу сегодняшнее начертание Я, а предпринимают попытку просто стилизовать эту букву (равно как и прочие) под нынешние формы. Обычно при этом получается что-то вроде несколько расширенной прописной буквы А с третьей ножкой, а строчная буква делается как уменьшенный вариант прописной, вот в таком духе: 
Это решение небезупречно по эстетическим соображениям: буква получается слишком несбалансированной (пустой сверху и переусложнённой внизу). Для облегчения нижней части знака иногда среднюю ножку рисуют тонкой, а не толстой (хотя чертится она сверху вниз, а не наоборот) и (или) оставляют без засечек; у боковых ножек иногда засечки делают односторонними (только наружу). В результате получается изображение, по стилю отличающееся от других букв шрифта. Иногда предлагают верхнюю часть знака и левую ножку строить по модели нынешней русской буквы Л (у Л и Д в старину тоже был острый верх, что сейчас сохранилось в некоторых шрифтах): 

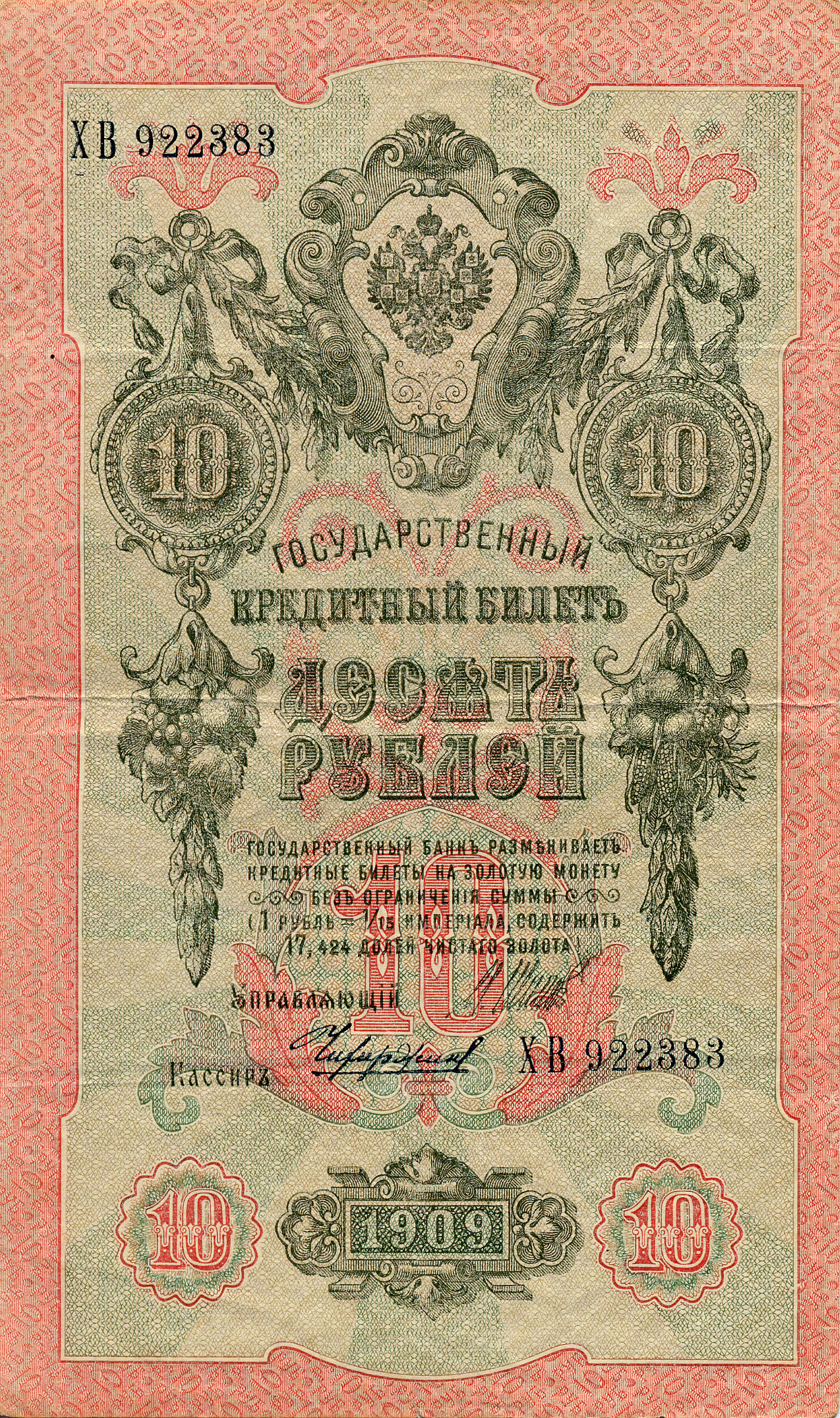
Дореволюционная 10-рублевая купюра. Буква Я в словах «десять» и «управляющій» изображена в виде малого юса

## Альтернативные названия
В церковнославянской азбуке малый юс могут называть просто «юс» (так как другие юсы не используются) или даже «я».
В литературе по филологии, палеографии и т. п. иногда для краткости вместо словосочетания «малый юс» используют условное написание «ѧс» (аналогичным образом вместо «большой юс» — «ѫс» и т. п.).
В некоторых хорватских источниках словом «юс» (jus) называют букву Ю, тогда как «настоящие» юсы именуются «эн» (малый), «ен» (малый йотированный), «он» (большой) и «ён» (большой йотированный) — en, jen, on, jon.